# Chiesa di San Nicola (Demre)

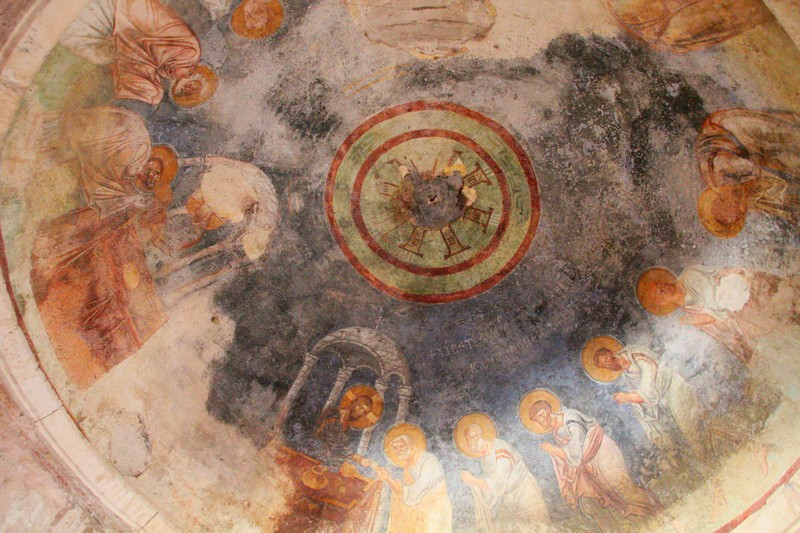
L'affresco della volta

La chiesa di San Nicola di Demre, nella provincia di Antalya in Turchia è un antico luogo di culto ortodosso di architettura bizantina.

## Storia
La sua esistenza si fa risalire ad una data fra il V e XII secolo. Essa è particolarmente importante per essere il luogo di sepoltura di san Nicola di Myra, che fu vescovo ortodosso dell'antica città di Myra nel IV secolo, e figura importante per la Chiesa ortodossa.

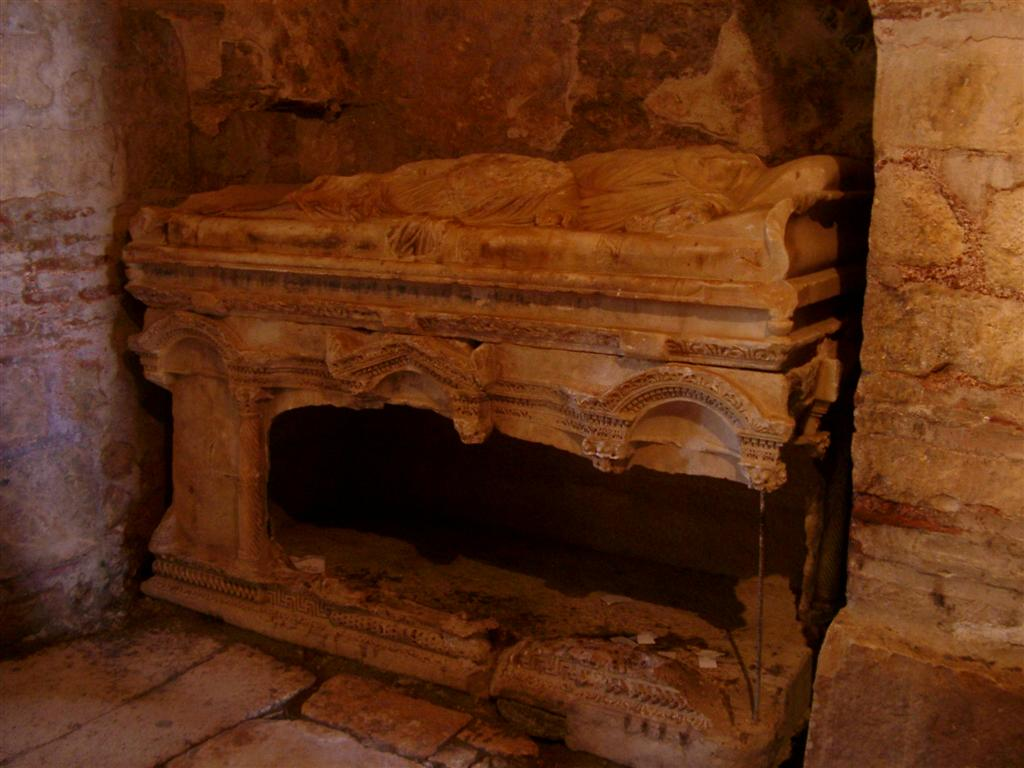
La tomba originale di San Nicola in Myra.

In modo irregolare (fino al 2002, nel 2007, nel 2009 ecc.), il ministero della cultura turco ha concesso il permesso di celebrarvi una volta all'anno, per la festa di San Nicola, una divina liturgia (la messa ortodossa), pur affermando in altre occasioni che la basilica è un museo e non una chiesa.

## Scavi archeologici
Nel 1863 lo zar Alessandro II di Russia intraprese i restauri dell'antico edificio, ma senza portare a termine i lavori. Solo cento anni dopo si poterono terminare gli scavi, nel 1968 venne riportato alla luce il sarcofago dove era stato custodito il Santo.

Il pavimento della Basilica era ornato da ricchi mosaici e sono ancora presenti tracce degli antichi affreschi. La tomba del santo reca evidenti segni dell'asportazione del corpo per salvarlo dagli islamici avvenuta nel 1087 da parte di commercianti baresi.

Nella chiesa sono stati condotti degli scavi archeologici a partire dal 1988, sotto la direzione del prof. S. Yıldız Ötüken della Hacettepe University di Ankara.
Nel corso dei lavori è stata portata alla luce la parte settentrionale del monastero e le piccole cappelle che contornano la navata della chiesa, una delle quali presenta degli affreschi che narrano la vita e i miracoli compiuti dal santo e un sarcofago profanato che, si ritiene, abbia contenuto i resti del santo prima che questi venissero trafugati e traslati a Bari nel 1087.
Dal 2009, gli scavi sono proseguiti sotto la direzione del prof. Nevzat Çevik dell'Akdeniz University di Antalya.
I restauri nell'edificio non sono ancora ultimati.